# كروسندرة صخرية
كروسندرة صخرية (الاسم العلمي:Crossandra rupestris) هي نوع من النباتات تتبع جنس الكروسندرة من الفصيلة الأقنتية.